# Starur
|  | Wiktionary har en ordboksartikel om starur. |

Starur (star-ur, uttal: /star-äur/) är ett gotländskt folkligt tidsbegrepp som anger snöfall (ur, urväder) i mars månad. Man räknar utifrån principen att staren först skall anlända, vilket brukar vara i januari-februari. Efter det, då skall det komma sju lågtrycksperioder med högtrycksperioder emellan. Sedan anses det vara vår. På Gotland säger man att det ska komma "sju starurar i mars innan våren kommer".
Lågtrycksperioderna kan medföra såväl ymnigt snöfall som enstaka flingor i luften.
Ett besläktat begrepp är det fastländska kråkmånad, som istället arbetar utifrån kråkans ankomst.